# 15 juli
15 juli is de 196ste dag van het jaar (197ste dag in een schrikkeljaar) in de gregoriaanse kalender. Hierna volgen nog 169 dagen tot het einde van het jaar.

## Gebeurtenissen
- Algemeen

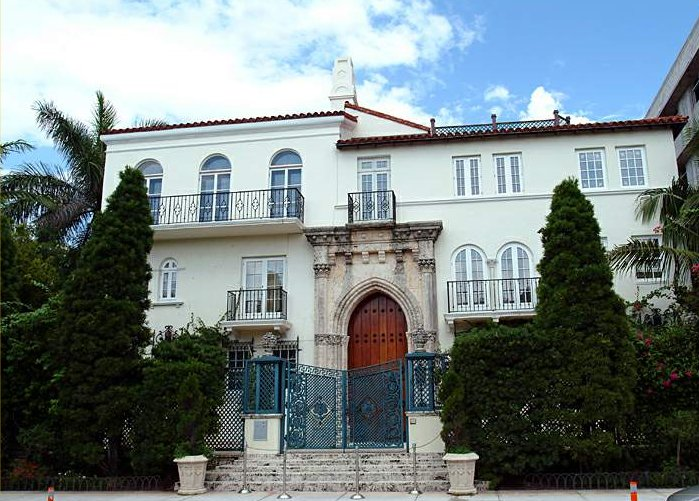
Gianni Versace's huis in Miami Beach Florida

  - 1783 - De eerste stoomboot, de Pyroscaphe, een uitvinding van Claude de Jouffroy d'Abbans, maakt zijn eerste tocht, op de Saône in Lyon.
  - 1969 - In het Belgische Dinant weigeren bij het afdalen van een steile helling de remmen van een Nederlandse bus, die daarop door een hek schiet en in de Maas stort. De chauffeur en 20 passagiers komen om. De reisleidster en drie vakantiegangers weten uit de bus te ontsnappen.[1]
  - 1971 - Regeringstroepen in Zambia bezetten het terrein van de universiteit in de hoofdstad Lusaka.
  - 2011 - Na een brand stort een deel van het Zendstation Smilde in. Er vallen geen gewonden.
  - 2021 - Overstromingen in België, Zuid-Limburg en in Duitsland als gevolg van hevige regenval. Er komen meer dan tweehonderd personen om het leven.
  - 2022 - De Russische president Vladimir Poetin ontheft Dmitri Rogozin de algemeen directeur van het Russische ruimtevaartbureau Roskosmos van zijn positie en vervangt hem door Joeri Borisov. Rogozin was onderwerp van internationale kritiek vanwege een reeks van provocerende uitlatingen.[2]
- Criminaliteit en veiligheid
  - 1994 - Marxistische guerrillastrijders doden ten minste 24 Colombiaanse soldaten bij een olie-installatie in Orito. Bij de aanval komen ook achttien guerrillastrijders om het leven.
  - 1997 - Seriemoordenaar Andrew Cunanan schiet modeontwerper Gianni Versace neer buiten zijn huis in Miami in Florida.
  - 2002 - De zogenoemde "Amerikaanse Taliban" John Walker Lindh pleit schuld aan het helpen van de vijand en bezit van explosieven. Hij wordt veroordeeld tot twintig jaar gevangenisstraf.
  - 2021 - Misdaadjournalist Peter R. de Vries, die 9 dagen geleden werd neergeschoten, is overleden.
- Infrastructuur
  - 1996 - Herculesramp; een C-130 Hercules van de Belgische luchtmacht stort neer op Eindhoven Airport; 34 doden.
  - 2010 - De Airbus A380, het grootste passagiersvliegtuig ter wereld, landt voor het eerst in Nederland, op luchthaven Schiphol.
- Kunst en cultuur
  - 2014 - Het Roemeense Openbaar Ministerie gaat in hoger beroep tegen de laatste vonnissen van de rechtbank in de zaak rond de schilderijenroof uit de Rotterdamse Kunsthal.
- Media
  - 1965 - Eerste uitzending op het Tweede Nederlandse televisiekanaal, kortweg Nederland 2.
- Oorlog
  - 1099 - Tijdens de Eerste Kruistocht nemen christelijke soldaten na het Beleg van Jeruzalem de stad Jeruzalem in.
  - 1689 - Walraad van Nassau-Usingen wordt bevorderd tot Tweede Veldmaarschalk van het Staatse leger.
  - 1958 - 5.000 Amerikaanse soldaten landen in Beiroet, om de prowesterse regering van Libanon te beschermen.
- Politiek
  - 1801 - Sluiting van het Concordaat tussen paus Pius VII en Frankrijk (Napoleon Bonaparte).
  - 1945 - Leopold III, koning der Belgen, wil een volksraadpleging alvorens af te treden (Koningskwestie).
  - 1974 - Een door Griekenland gesteunde staatsgreep op Cyprus, waarbij de president, aartsbisschop Makarios, wordt afgezet, leidt bijna tot een oorlog tussen de Navo-partners.
  - 1994 - Bankemployés, metaalarbeiders en taxichauffeurs sluiten zich aan bij de stakers die proberen de militaire regering van Nigeria omver te werpen door de economie lam te leggen.
  - 2007 - In België beëindigt CD&V-bemiddelaar Jean-Luc Dehaene zijn opdracht. Koning Albert II benoemt de CD&V-er Yves Leterme tot formateur.
  - 2013 - Spanje biedt Bolivia excuses aan voor het afsluiten van zijn luchtruim voor een vlucht van Evo Morales. Dat gebeurde op 2 juli omdat werd verondersteld dat de Boliviaanse president, op de terugweg vanuit Moskou, de klokkenluider Edward Snowden aan boord had.
  - 2016 - Mislukte militaire staatsgreep in Turkije. 265 mensen komen om.
- Recreatie
  - 1983 - In Tokyo Disneyland wordt de attractie Snow White's Scary Adventures geopend.
- Religie
  - 1691 - Kroning van paus Innocentius XII in Rome.
  - 1863 - Aanslag op aartsbisschop Joannes Zwijsen van Utrecht in zijn huis te Haaren. De bisschop heeft schotwonden in zijn rechterarm en -zijde maar overleeft de aanslag. De zaak is nooit opgehelderd.
  - 1929 - Paus Pius XI creëert één nieuwe kardinaal, de in 1996 zalig verklaarde Italiaanse aartsbisschop van Milaan Alfredo Ildefonso Schuster.
- Sport
  - 1928 - De Luxemburgse wielrenner Nicolas Frantz wint de 22e editie van de Ronde van Frankrijk.
  - 2005 - Bij wedstrijden in Moskou scherpt de Russische atlete Tatjana Lysenko het zes jaar oude wereldrecord kogelslingeren (76,07 meter) van Mihaela Melinte aan tot 77,06 meter.
  - 2007 - Het Braziliaans voetbalelftal wint de 42ste editie van de strijd om de Copa América door aartsvijand Argentinië in de finale met 3-0 te verslaan.
  - 2018 - Frankrijk wint het WK voetbal 2018 door in de finale Kroatië met 4–2 te verslaan.
  - 2023 - Puck Pieterse wint het Nederlands kampioenschap mountainbike in Oldebroek (Gelderland). Anne Tauber en Sophie von Berswordt rijden naar zilver en brons.[3]
  - 2023 - Marketa Vondrousová uit Tsjechië wint het Wimbledon tennistoernooi door in de finale de Tunesische Ons Jabeur in twee sets te verslaan. Vondrousová is de eerste ongeplaatste speelster die het toernooi weet te winnen.[4]
  - 2023 - In de finale van het Wimbledon tennistoernooi verslaat de Nederlandse rolstoeltennisster Diede de Groot in twee sets haar landgenote Jiske Griffioen en wint daarmee voor de vijfde keer dit toernooi en tevens haar 11e grandslamtitel op rij.[5]
  - 2023 - Bij de Nacht van de Atletiek loopt Mike Foppen een nieuw Nederlands record op de 5000 meter. In het Belgische Heusden-Zolder komt hij tot een tijd van 13.05,66 en is daarmee ruim 7 seconden sneller dan zijn oude record uit 2020 dat hij deelde met Kamiel Maase die dat record al in 2002 neerzette.[6]
- Wetenschap en technologie
  - 1869 - Hippolyte Mège-Mouriès verkrijgt octrooi op margarine.
  - 1975 - Lancering van het Sojoez 19 ruimtevaartuig vanaf Bajkonoer kosmodroom (Kazachstan) met bemanningsleden Aleksej Leonov en Valeri Koebasov.[7]
  - 1975 - Lancering van een Apollo ruimtevaartuig vanaf Kennedy Space Center (Verenigde Staten) met bemanningsleden Thomas Stafford, Donald Slayton en Vance Brand.[7]

## Geboren

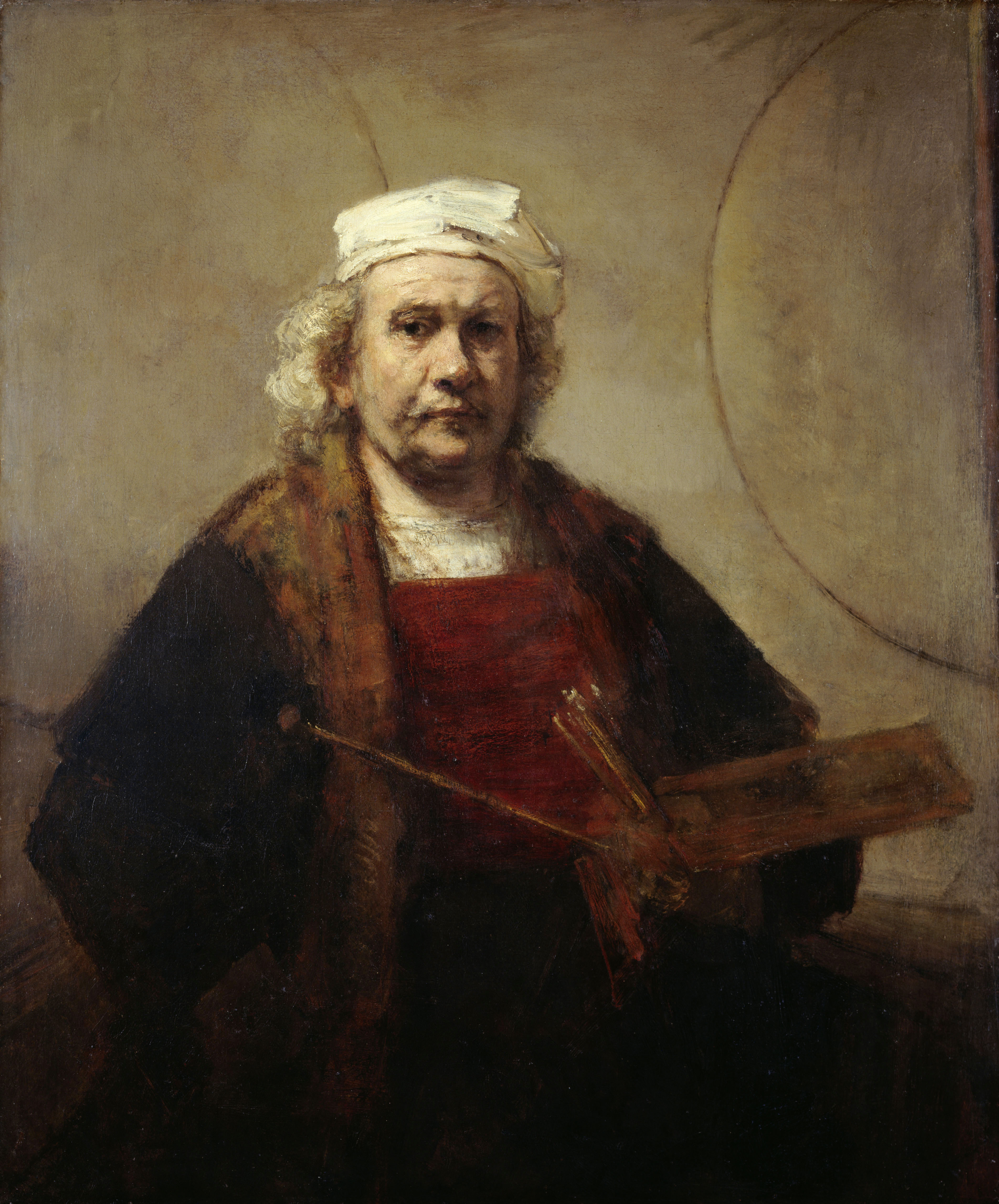
Rembrandt van Rijn
geboren in 1606

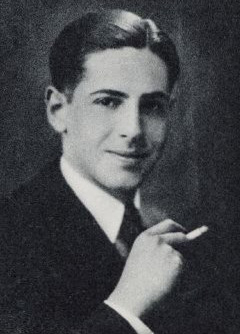
George Maduro
geboren in 1916

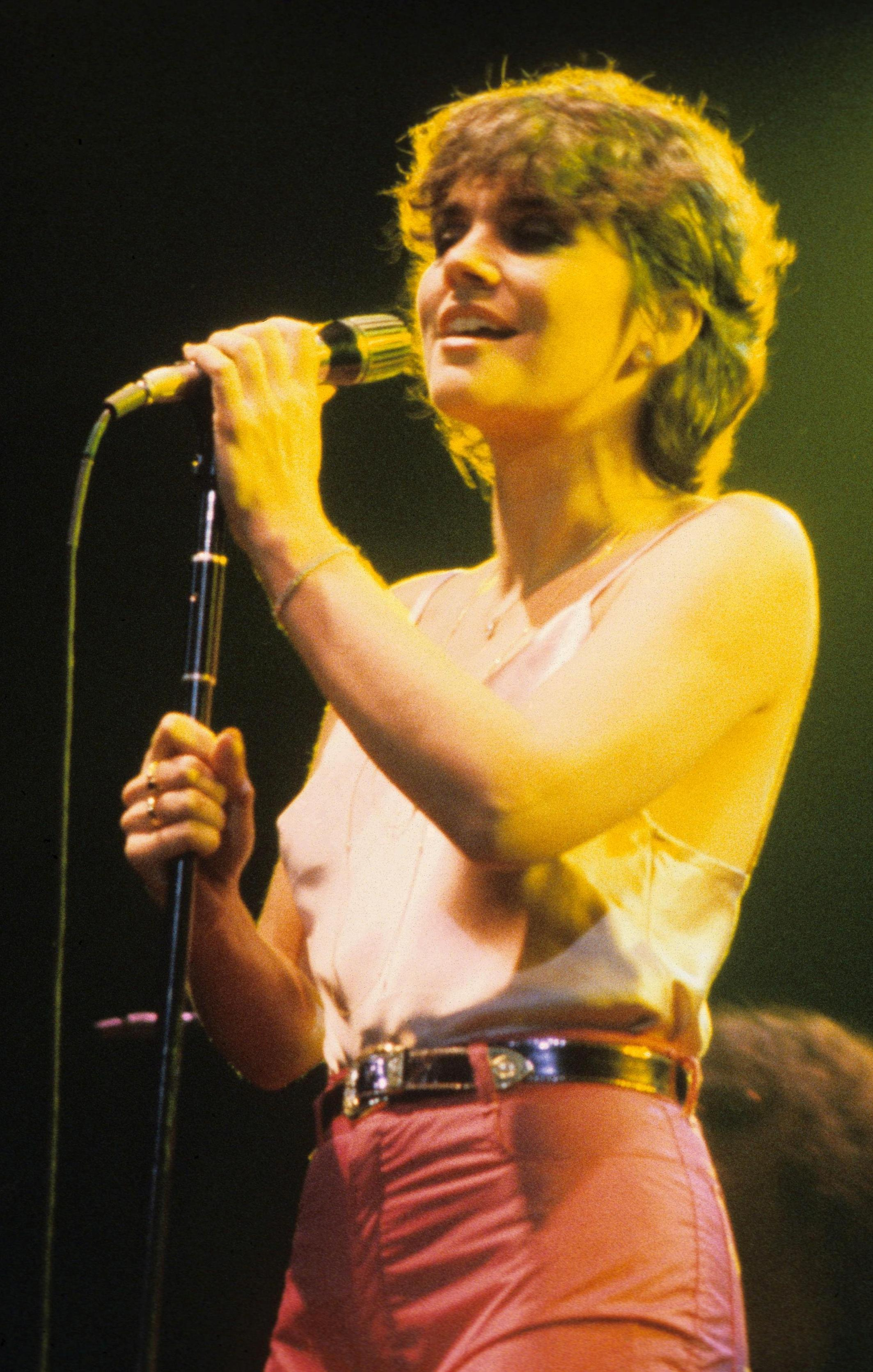
Linda Ronstadt
geboren in 1946

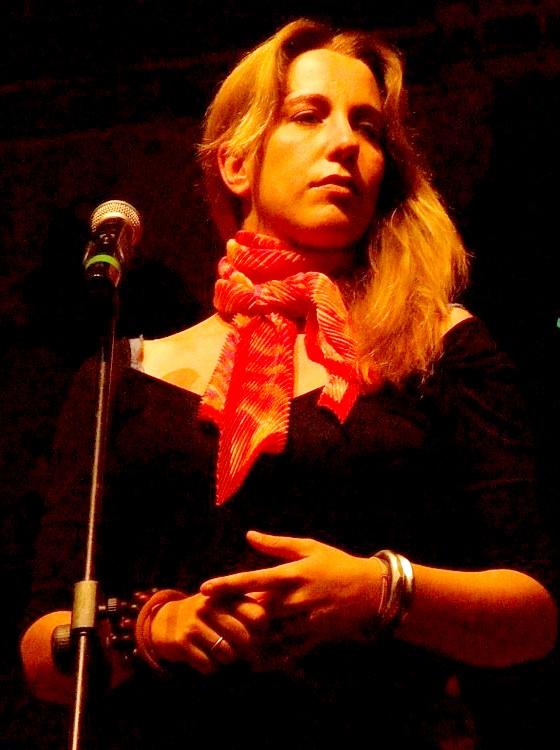
Ginevra Di Marco
geboren in 1970

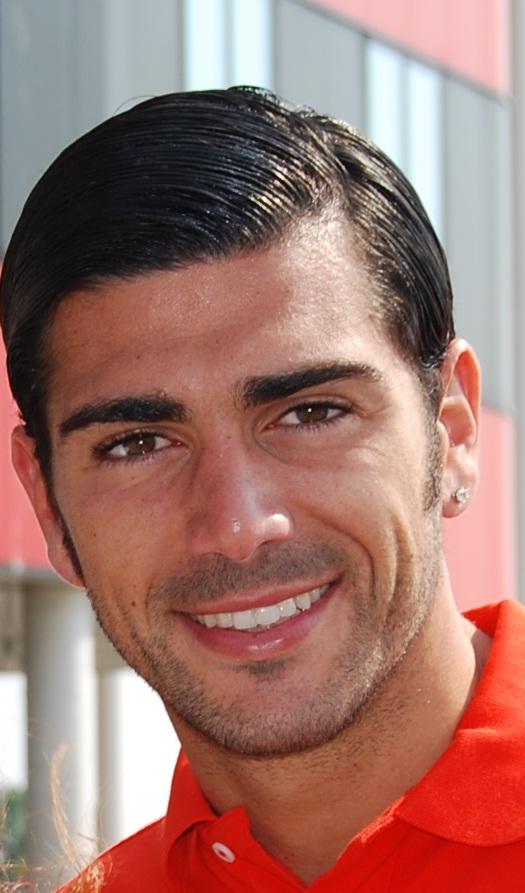
Graziano Pellè
geboren in 1985

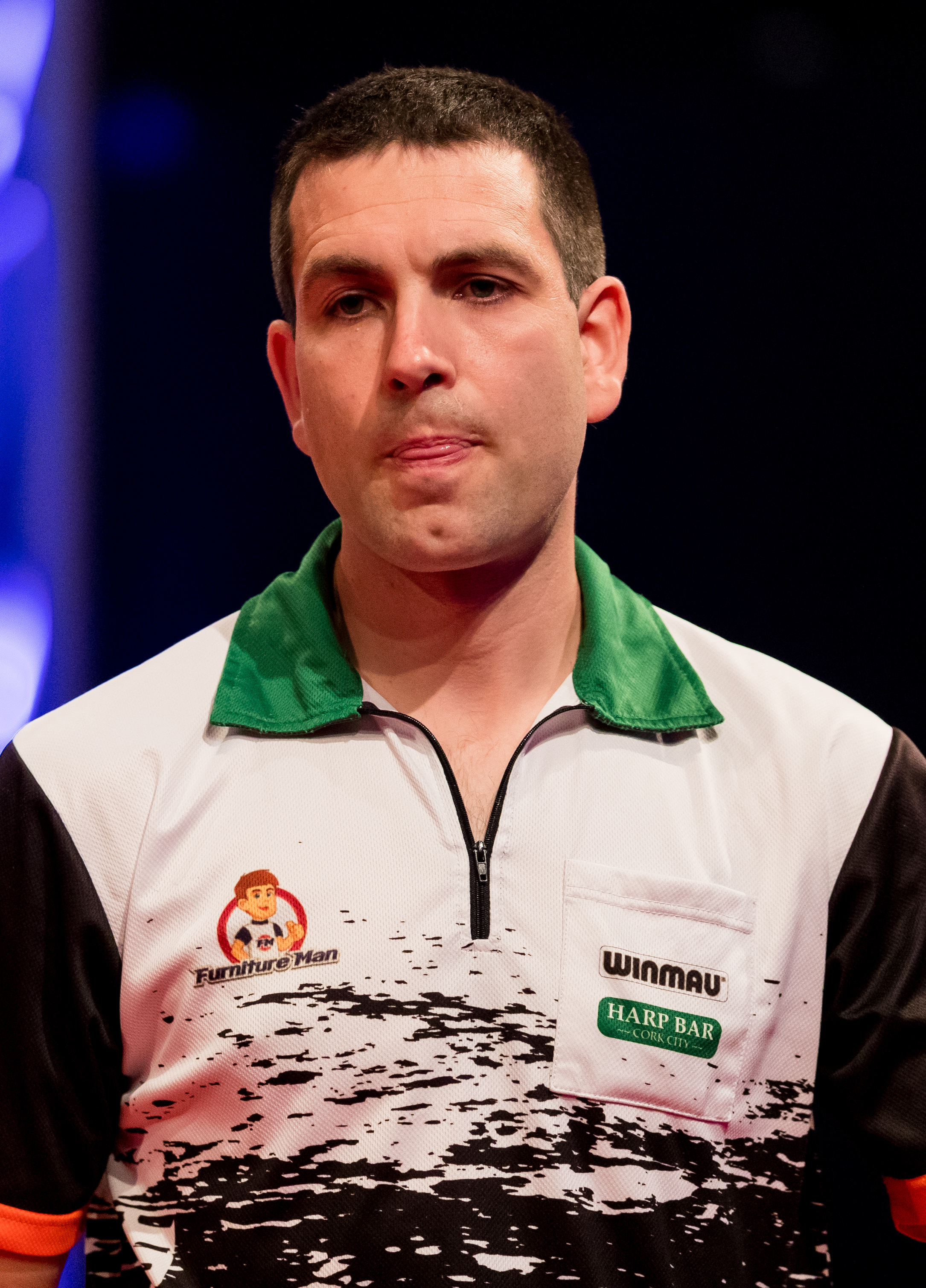
William O'Connor
geboren in 1986

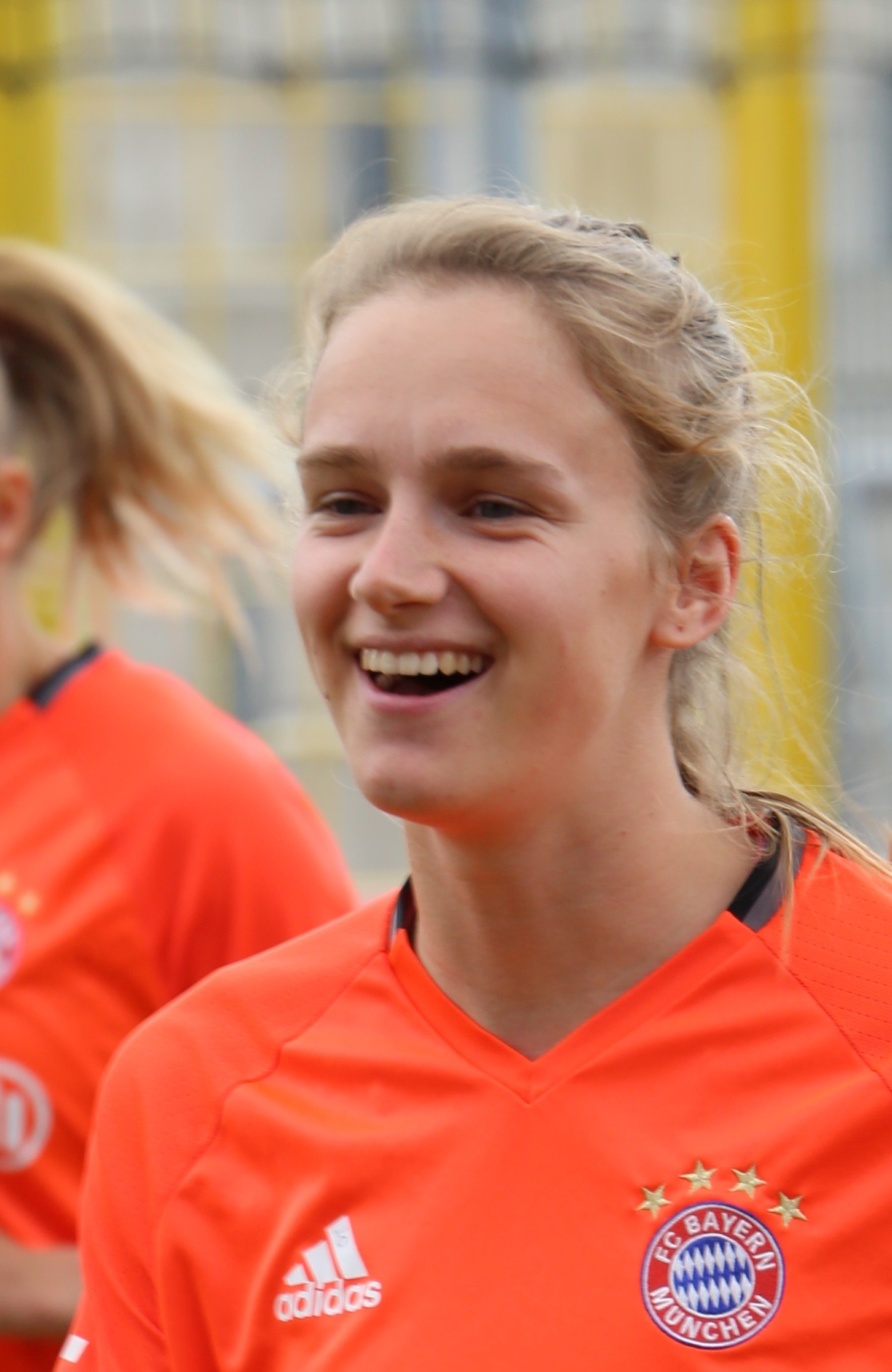
Vivianne Miedema,
geboren in 1996

- 980 - Ichijo, keizer van Japan (overleden 1011)
- 1573 - Inigo Jones, Engels architect (overleden 1652)
- 1606 - Rembrandt van Rijn, Nederlands schilder (overleden 1669)
- 1737 - Louise Marie van Frankrijk, dochter van koning Lodewijk XV van Frankrijk (overleden 1787)
- 1750 - Frans van Saksen-Coburg-Saalfeld, vader van Leopold I van België (overleden 1806)
- 1788 - Samuel Juda Oppenheim, Nederlands koopman (overleden 1873)
- 1848 - Vilfredo Pareto, Italiaans econoom (overleden 1923)
- 1853 - Maria Ermolova, Russisch toneelactrice (overleden 1928)
- 1863 - Hendrik Geeraert, Belgisch volksheld (overleden 1925)
- 1865 - Lambertus Hendricus Perquin, Nederlands priester, oprichter KRO (overleden 1938)
- 1873 - Hendrik Jan Wolter, Nederlands schilder (overleden 1952)
- 1884 - Manopakorn Nithithada, Thais politicus (overleden 1948)
- 1885 - Josef Frank, Oostenrijks-Zweeds architect en designer (overleden 1967)
- 1885 - Jindřich Veselý, Tsjechisch onderzoeker van marionetten en auteur van poppenspelen (overleden 1939)
- 1886 - Harry Green, Brits atleet (overleden 1934)
- 1889 - Enrique Estrada, Mexicaans militair en politicus (overleden 1942)
- 1892 - Walter Benjamin, Duits filosoof en socioloog (overleden 1940)
- 1895 - Hans-Georg von Friedeburg, Duits admiraal (overleden 1945)
- 1901 - Nicola Abbagnano, Italiaans filosoof (overleden 1990)
- 1901 - Pyke Koch, Nederlands schilder (overleden 1991)
- 1907 - René Herla, Belgisch atleet (overleden ?)
- 1908 - Loek Brandts Buys, Nederlands architect en tekenaar (overleden 1983)
- 1909 - Hendrik Casimir, Nederlands natuurkundige (overleden 2000)
- 1914 - Cees Bantzinger, Nederlands tekenaar en schilder (overleden 1985)
- 1914 - Birabongse Bhanubandh, Thais autocoureur (overleden 1985)
- 1915 - Herbertus Bikker, Nederlands oorlogsmisdadiger (overleden 2008)
- 1916 - George Maduro, Nederlands militair en verzetsstrijder (overleden 1945)
- 1917 - Reidar Liaklev, Noors schaatser (overleden 2006)
- 1918 - Dennis Feltham Jones, Brits sciencefictionschrijver (overleden 1981)
- 1918 - Brenda Milner, Brits-Canadees neuropsychologe
- 1919 - Iris Murdoch, Engels schrijfster (overleden 1991)
- 1921 - Roger Raveel, Belgisch schilder (overleden 2013)
- 1921 - Dirk Sterenberg, Nederlands architect en beeldhouwer (overleden 1996)
- 1922 - Leon Lederman, Amerikaans natuurkundige en Nobelprijswinnaar (overleden 2018)
- 1924 - David Cox, Brits statisticus (overleden 2022)
- 1925 - Philip Carey, Amerikaans acteur (overleden 2009)
- 1925 - Jan Niers, Nederlands politicus (KVP/CDA) (overleden 2005)
- 1925 - Krishna Reddy, Indiaas beeldhouwer en graficus (overleden 2018)
- 1926 - Driss Chraïbi, Marokkaans schrijver (overleden 2007)
- 1927 - Håkon Brusveen, Noors langlaufer (overleden 2021)
- 1927 - Egbert van 't Oever, Nederlands schaatstrainer (overleden 2001)
- 1927 - Joe Turkel, Amerikaans acteur (overleden 2022)
- 1928 - Elmer George, Amerikaans autocoureur (overleden 1976)
- 1928 - Carl Woese, Amerikaans microbioloog (overleden 2012)
- 1930 - Jacques Derrida, Frans filosoof (overleden 2004)
- 1930 - Achmed Karamat Ali, Surinaams politicus (overleden 2016)
- 1930 - Stephen Smale, Amerikaans wiskundige
- 1931 - Clive Cussler, Amerikaans schrijver (overleden 2020)
- 1931 - Alessandro Maggiolini, Italiaans bisschop (overleden 2008)
- 1931 - Joanna Merlin, Amerikaans actrice (overleden 2023)
- 1932 - Willie Cobbs, Amerikaans blueszanger (overleden 2021)
- 1932 - Roger Dillemans, Belgisch jurist en universiteitsbestuurder
- 1933 - Julian Bream, Engels luitspeler en gitarist (overleden 2020)
- 1934 - Harrison Birtwistle, Brits componist (overleden 2022)
- 1934 - Sees Vlag, Nederlands kunstenaar en graficus (overleden 2018)
- 1935 - Ken Kercheval, Amerikaans acteur (Dallas) (overleden 2019)
- 1936 - Jean Mbuyu, Congolees-Belgisch voetballer (overleden 2014)
- 1937 - Jacqueline Quef-Allemant, Frans schrijfster (overleden 2021)
- 1938 - Herman Deridder, Belgisch heemkundige (overleden 2010)
- 1938 - Enrique Figuerola, Cubaans atleet
- 1939 - Chris Barnard, Zuid-Afrikaans schrijver (overleden 2015)
- 1939 - Clive West, Australisch-Nederlands hoogleraar (overleden 2004)
- 1939 - Dick Westendorp, Nederlands directeur Consumentenbond 1982-1999 (overleden 2022)
- 1940 - John Jansen van Galen, Nederlands journalist
- 1941 - Larry Cohen, Amerikaans filmregisseur en -schrijver (overleden 2019)
- 1942 - Peter Ypma, Nederlands jazz-drummer (overleden 2013)
- 1945 - Jürgen Möllemann, Duits politicus (overleden 2003)
- 1946 - Hassanal Bolkiah, sultan van Brunei
- 1946 - Theo Roos, Nederlands bestuurder muziekindustrie
- 1946 - Linda Ronstadt, Amerikaans zangeres
- 1947 - Peter Banks, Brits rockgitarist (overleden 2013)
- 1948 - Jard van Nes, Nederlands mezzosopraan
- 1948 - James Reilly, Amerikaans soapschrijver (overleden 2008)
- 1948 - Józef Wesołowski, Pools aartsbisschop en nuntius (overleden 2015)
- 1949 - Régis Ghesquière, Belgisch atleet (overleden 2015)
- 1949 - Trevor Horn, Engels muzikant en muziekproducent
- 1950 - Colin Barnett, 29e premier van West-Australië
- 1950 - Sándor Egervári, Hongaars voetballer en voetbalcoach
- 1950 - Luis Augusto García, Colombiaans voetballer en voetbalcoach
- 1950 - Robert Jacqmain, Belgisch atleet
- 1951 - Gregory Isaacs, Jamaicaans zanger (overleden 2010)
- 1952 - Mat Herben, Nederlands ambtenaar, journalist en politicus
- 1953 - Jean-Bertrand Aristide, president van Haïti
- 1954 - Mario Kempes, Argentijns voetballer
- 1955 - John Herman Cox, Amerikaans zakenman en politicus
- 1955 - Jan Rijpstra, Nederlands politicus
- 1956 - Hans Cornelissen, Nederlands acteur
- 1956 - Ian Curtis, Engels zanger en songwriter (overleden 1980)
- 1956 - Alex Hagelsteens, Belgisch atleet
- 1956 - Joe Satriani, Amerikaans gitarist
- 1956 - Toshihiko Seko, Japans atleet
- 1956 - Wayne Taylor, Zuid-Afrikaans autocoureur
- 1957 - Benjamin Vermeulen, Belgisch wielrenner
- 1961 - Forest Whitaker, Amerikaans acteur
- 1961 - Danny Rampling, Britse dj
- 1963 - Brigitte Nielsen, Amerikaans actrice
- 1963 - Xandra Schutte, Nederlands journaliste
- 1964 - Tetsuji Hashiratani, Japans voetballer
- 1964 - Vladimir Soria, Boliviaans voetballer en voetbalcoach
- 1966 - Floor van Lamoen, Nederlands atleet
- 1966 - Kristoff St. John, Amerikaans acteur (overleden 2019)
- 1967 - Adam Savage, Amerikaans special effects-expert en tv-presentator
- 1968 - Frits Huffnagel, Nederlands politicus
- 1969 - Jacob Derwig, Nederlands acteur
- 1970 - Fatiha Baouf, Marokkaans-Belgisch atlete
- 1970 - Chi Cheng, Amerikaans bassist (overleden 2013)
- 1970 - Ginevra Di Marco, Italiaans zangeres
- 1970 - Marco Kroon, Nederlands militair
- 1970 - Roel Reiné, Nederlands filmregisseur
- 1971 - Rob Geus, Nederlands keurmeester, kok en presentator
- 1971 - Danijela Martinović, Kroatisch zangeres
- 1971 - Akira Yanagawa, Japans motorcoureur
- 1972 - Juan Edgardo Angara, Filipijns politicus
- 1972 - Henryk Bałuszyński, Pools voetballer (overleden 2012)
- 1972 - Scott Foley, Amerikaans acteur
- 1972 - Natalja Sadova, Russisch atlete
- 1972 - Paweł Zygmunt, Pools schaatser
- 1975 - John Dolmayan, Amerikaans-Armeens drummer
- 1975 - Kara Drew, Amerikaans professioneel worstelaar
- 1975 - Yoshikatsu Kawaguchi, Japans voetballer
- 1975 - Serhij Lebid, Oekraïens atleet
- 1975 - Tang Chi Lun, Hongkongs autocoureur
- 1976 - Juan Francisco García, Spaans voetballer
- 1976 - Hassan Idrissi, Belgisch politicus (overleden 2023)
- 1976 - Diane Kruger, Duits actrice
- 1977 - Claes Iversen, Deens modeontwerper
- 1977 - Galina Lichatsjova, Russisch langebaanschaatsster
- 1977 - Lana Parrilla, Amerikaans actrice
- 1977 - Ray Toro, Amerikaans gitarist
- 1979 - Marcel Barendse, Nederlands nieuwslezer
- 1979 - Alexander Frei, Zwitsers voetballer
- 1980 - Born Crain, Belgisch zanger
- 1981 - Lowell Bailey, Amerikaans biatleet
- 1981 - Davide Massa, Italiaans voetbalscheidsrechter
- 1981 - Peter Odemwingie, Nigeriaans voetballer
- 1981 - Sébastien Rosseler, Belgisch wielrenner
- 1981 - Marius Stankevičius, Litouws voetballer
- 1982 - Bart Adelaars, Nederlands paralympisch sporter
- 1982 - Julien Canal, Frans autocoureur
- 1982 - David Duncan, Canadees freestyleskiër
- 1982 - Alan Pérez, Spaans wielrenner
- 1983 - Melissa Sneekes, Nederlands fotomodel
- 1984 - Linn Jørum Sulland, Noors handbalster
- 1984 - Veronika Velez Zuzulová, Slowaaks alpineskiester
- 1985 - Graziano Pellè, Italiaans voetballer
- 1985 - Burak Yılmaz, Turks voetballer
- 1986 - Tina Bachmann, Duits biatlete
- 1986 - William O'Connor, Iers darter
- 1986 - Josephine Onyia, Nigeriaans/Spaans atlete
- 1986 - Sardar Singh, Indiaas hockeyer
- 1986 - Isolde Van den Eynde, Belgisch journaliste
- 1987 - Ji Cheng, Chinees wielrenner
- 1987 - Kubat Selim, Belgisch bokser
- 1987 - Rafael Serrano, Spaans wielrenner
- 1987 - Marco Rohrer, Zwitsers skeletonracer
- 1988 - Vladimir Tsjepelin, Wit-Russisch biatleet
- 1989 - Jana Gantnerová, Slowaaks alpineskiester
- 1991 - Nathan Aspinall, Engels darter
- 1992 - Mirko Felicetti, Italiaans snowboarder
- 1992 - Hector Hurst, Brits autocoureur
- 1992 - Wayde van Niekerk, Zuid-Afrikaans atleet
- 1993 - Jaka Hvala, Sloveens schansspringer
- 1994 - Sarah Desjardins, Canadees actrice
- 1994 - Kelsi Worrell, Amerikaans zwemster
- 1996 - Vivianne Miedema, Nederlands voetbalster
- 1997 - Phathana Inthavong, Laotiaans zwemmer
- 1999 - Manon Bakker, Nederlands wielrenster
- 1999 - Óscar Gutiérrez, Spaans motorcoureur
- 1999 - Jody Vangheluwe, Belgisch voetbalster
- 2001 - Marushka van Olst, Nederlands voetbalster

## Overleden

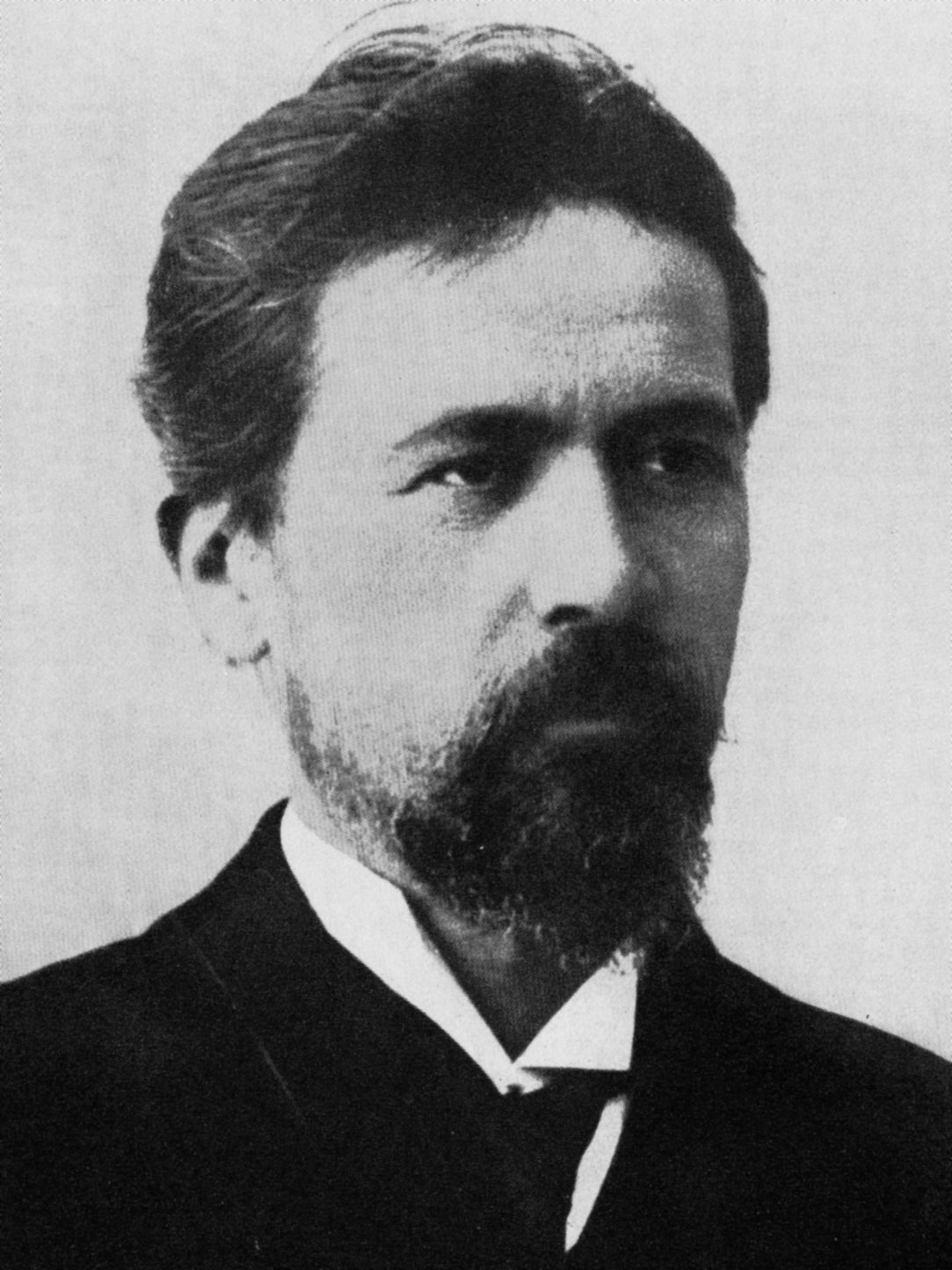
Anton Tsjechov
overleden in 1904

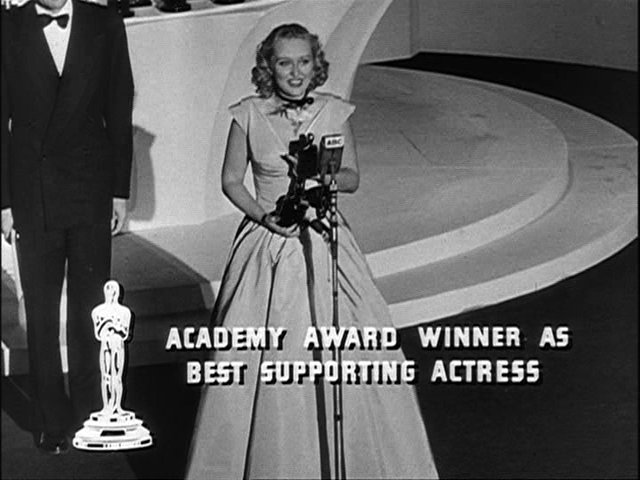
Celeste Holm
overleden in 2012

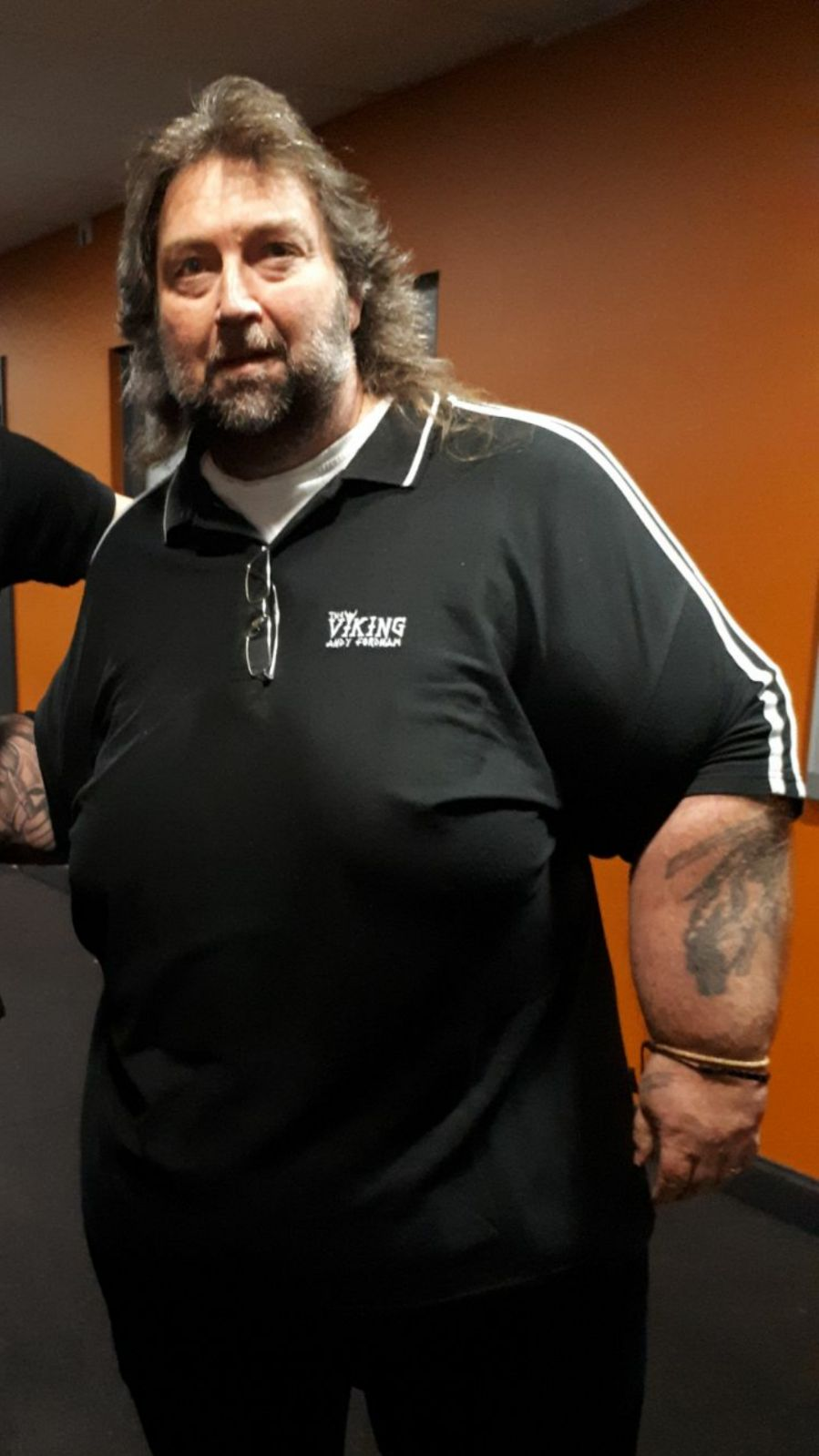
Andy Fordham
overleden in 2021

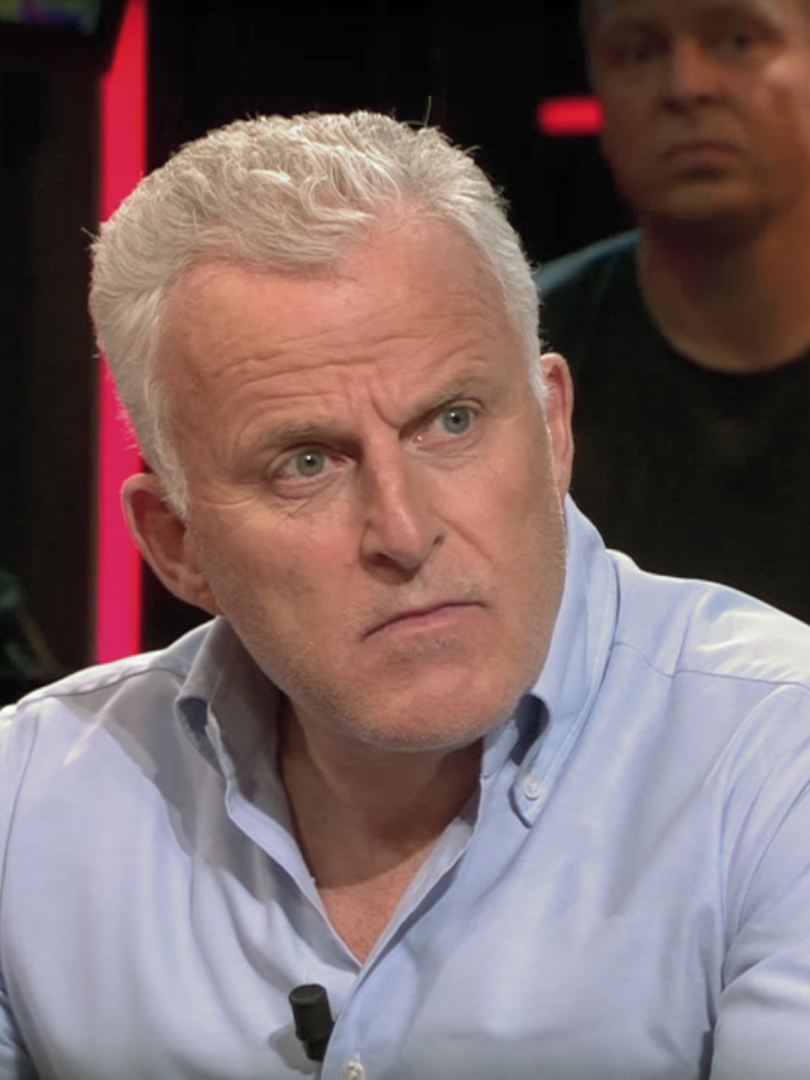
Peter R. de Vries
overleden in 2021

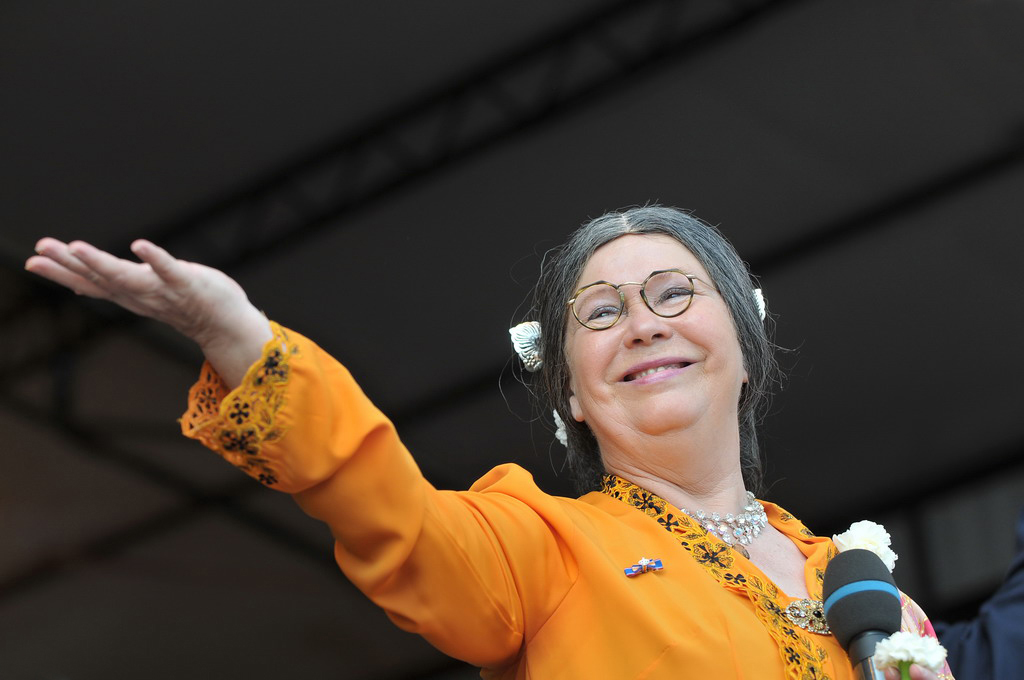
Wieteke van Dort
overleden in 2024

- 1274 - H. Bonaventura (53), Italiaans theoloog
- 1291 - Rudolf I van het Heilige Roomse Rijk (73)
- 1480 - Johan III van Nassau-Weilburg (39), graaf van Nassau-Weilburg
- 1609 - Annibale Carracci (48), Italiaans schilder en graveur
- 1789 - Jacques Duphly (74), Frans componist, organist en klavecinist
- 1798 - Giulio Gaetano Pugnani (66), Italiaans violist en componist
- 1857 - Carl Czerny (66), Oostenrijks componist, pianist en pianopedagoog
- 1861 - Adam Jerzy Czartoryski (91), Pools politicus
- 1861 - Joanna Mary Boyce (29), Engels kunstschilderes
- 1885 - Rosalía de Castro (48), Spaans schrijfster en dichter
- 1890 - Gottfried Keller (70), Zwitsers schrijver
- 1904 - Anton Tsjechov (44), Russisch toneelschrijver
- 1906 - Richard Schlepegrell (79), Duits-Amerikaans componist, violist en trompettist
- 1911 - Jan van Alphen (81), Nederlands politicus
- 1914 - Max Rooses (75), Belgisch schrijver en vrijmetselaar
- 1923 - Semion Alapin (66), Litouws schaker
- 1929 - Hugo von Hofmannsthal (55), Oostenrijks schrijver
- 1936 - Richard Dixon Oldham (77), Iers geoloog en seismoloog
- 1949 - Claas Bakker (72), een Nederlands politiefunctionaris
- 1957 - James M. Cox (87), Amerikaans politicus
- 1957 - Marie van Zeggelen (87), Nederlands schrijfster
- 1959 - Ernest Bloch (79), Zwitsers-Amerikaans componist
- 1971 - Romeu Pellicciari (Romeu) (60), Braziliaans voetballer
- 1974 - Christine Chubbuck (29), Amerikaans televisiepresentatrice
- 1979 - Gustavo Díaz Ordaz (68), president van Mexico
- 1988 - Tore Keller (83), Zweeds voetballer
- 1990 - Margaret Lockwood (73), Engels actrice
- 1993 - Clarence Zener (87), Amerikaans natuurkundige
- 1995 - Robert Coffy (74), Frans kardinaal
- 1997 - Gianni Versace (50), Italiaans modeontwerper
- 2000 - G.B.J. Hiltermann (86), Nederlands politiek commentator
- 2006 - Andrée Ruellan (101), Amerikaans kunstschilder en tekenaar
- 2006 - Jan Smalt (83), Nederlands musicus, schilder en tekenaar
- 2005 - Leonor Orosa-Goquingco (87), Filipijns danseres en choreograaf
- 2007 - Kelly Johnson (49), Brits gitariste
- 2007 - Schelto Patijn (70), Nederlands politicus
- 2008 - György Kolonics (36), Hongaars kanovaarder
- 2008 - Gionata Mingozzi (23), Italiaans voetballer
- 2009 - Natalja Estemirova (50), Russisch journaliste en mensenrechtenactiviste
- 2009 - Julius Shulman (98), Amerikaans architectuurfotograaf
- 2010 - Hank Cochran (74), Amerikaans singer-songwriter
- 2010 - Yandé Codou Sène (78), Senegalees zangeres
- 2010 - Tom Gage (67), Amerikaans atleet
- 2010 - Werner Schmidt (80), Duits kunsthistoricus
- 2011 - Paulo Luís Borges (66), Braziliaans voetballer
- 2012 - Iet van Feggelen (90), Nederlands zwemster
- 2012 - Celeste Holm (95), Amerikaans actrice
- 2012 - Louis le Roy (87), Nederlands tuinarchitect
- 2015 - Alan Curtis (80), Amerikaans klavecimbelspeler en dirigent
- 2015 - Rogi Wieg (52), Nederlands schrijver en dichter
- 2016 - Qandeel Baloch (26), Pakistaans model, actrice, feministische activist
- 2016 - Hans Vlek (69), Nederlands dichter
- 2017 - Anne Buttimer (78), Iers geograaf en hoogleraar
- 2017 - Martin Landau (89), Amerikaans acteur
- 2018 - Dragutin Šurbek (72), Kroatisch tafeltennisser
- 2020 - Arnol Kox (67), Nederlands evangelist
- 2020 - Toke Talagi (69), Niueaans politicus en bestuurder
- 2021 - Andy Fordham (59), Engels oud-wereldkampioen darts
- 2021 - William F. Nolan (93), Amerikaans schrijver
- 2021 - Hugo Sonnenschein (80), Amerikaans econoom en onderwijsbestuurder
- 2021 - Peter R. de Vries (64), Nederlands misdaadverslaggever
- 2022 - Frans Baert (96), Belgisch advocaat en politicus
- 2022 - Piet Doedens (79), Nederlands advocaat
- 2022 - Georgi Jartsev (74), Russisch voetballer en voetbaltrainer
- 2022 - Paul Ryder (58), Brits bassist van Happy Mondays
- 2023 - Francisco Ibáñez (87), Spaans schrijver en tekenaar (Paling en Ko)
- 2023 - Leonard Retel Helmrich (63), Nederlands cineast
- 2023 - Cees van Rhee (64), Nederlands hoogleraar
- 2024 - Wieteke van Dort (81), Nederlands actrice, cabaretière en zangeres
- 2024 - Jacques Boudet (89), Frans acteur
- 2024 - Tomcraft (Thomas Brückner), Duits dj en producer
- 2025 - Audun Grønvold (49), Noors freestyleskiër

## Viering/herdenking
- Oekraïne - Staatsdag
- Botswana - Dag van de President

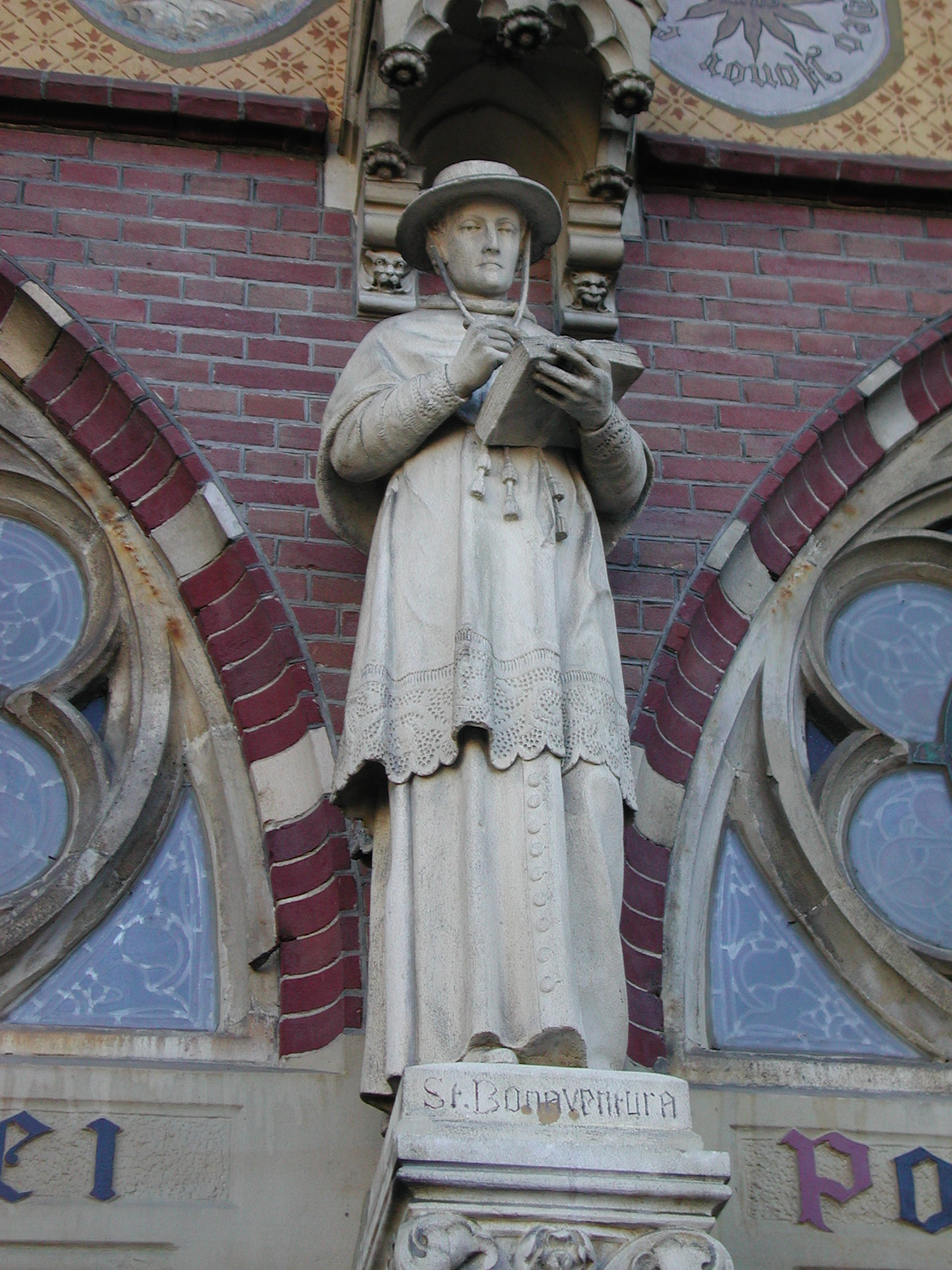
Bonaventura

- Palermo, Sicilië - Santa Rosalia Festival
- Rooms-Katholieke kalender:
  - Heilige Bonaventura († 1274) - Gedachtenis
  - Heilige Wladimir I (van Kiev) († 1015)
  - Heilige Plechelmus van Oldenzaal († c. 713)
  - Heilige Swithin († 862)
  - Heilige Rosalia van Palermo († 1166)
  - Zalige Bernardus van Baden († 1458)
  - Zalige Angelina van Marsciano († 1435)

## Weerextremen

### Nederland
| | Officiële records | Officiële records | Officiële records |      | Landelijke records | Landelijke records | Landelijke records                |
| Gebeurtenis | Jaar              | Extreem           | Locatie           | Jaar | Extreem            | Locatie            |                                   |
| --- | ----------------- | ----------------- | ----------------- | ---- | ------------------ | ------------------ | --------------------------------- |
| Laagste etmaalgemiddelde temperatuur (°C) | 1919              | 12,0              | De Bilt           |      | 1919               | 10,6               | Maastricht                        |
| Hoogste etmaalgemiddelde temperatuur (°C) | 1945, 2003        | 24,9              | De Bilt           |      | 1945               | 26,0               | Maastricht                        |
| Laagste minimumtemperatuur (°C) | 1919              | 5,7               | De Bilt           |      | 1919               | 5,0                | Maastricht                        |
| Hoogste minimumtemperatuur (°C) | 1945              | 18,8              | De Bilt           |      | 1912               | 19,0               | De Kooy                           |
| Laagste maximumtemperatuur (°C) | 1978              | 15,6              | De Bilt           |      | 1978               | 13,5               | IJmuiden                          |
| Hoogste maximumtemperatuur (°C) | 2003              | 31,2              | De Bilt           |      | 1945               | 33,9               | Maastricht                        |
| Hoogste uurgemiddelde windsnelheid (m/s) | 1936              | 14,4              | De Bilt           |      | 1936               | 21,1               | Vlissingen                        |
| Hoogste windstoot (m/s) | 1953, 1970        | 18,5              | De Bilt           |      | 2023               | 25,0               | Houtribdijk                       |
| Langste zonneschijnduur (uur) | 2003, 2006        | 14,8              | De Bilt           |      | 2003 2022          | 15,3 15,3          | Lauwersoog, Leeuwarden Vlissingen |
| Langste neerslagduur (uur) | 1936              | 12,6              | De Bilt           |      | 1973               | 15,4               | Vlissingen                        |
| Hoogste etmaalsom van de neerslag (mm) | 1936              | 33,8              | De Bilt           |      | 1973               | 46,7               | De Kooy                           |
| Laagste etmaalgemiddelde relatieve vochtigheid (%) | 2003              | 45                | De Bilt           |      | 1928               | 39                 | Maastricht                        |
| Laagste uurwaarde luchtdruk op zeeniveau (hPa) | 1936              | 991,6             | De Bilt           |      | 1936               | 989,9              | De Kooy                           |
| Hoogste uurwaarde luchtdruk op zeeniveau (hPa) | 2006              | 1031,8            | De Bilt           |      | 2006               | 1033,0             | Hoorn Terschelling, Vlieland      |
| Officiële records worden altijd gemeten op het KNMI-weerstation in De Bilt. Landelijke records kunnen worden gemeten op elk officieel KNMI-weerstation in Nederland. |                   |                   |                   |      |                    |                    |                                   |

Uitzonderlijke gebeurtenissen
- 1904 - Officieel hoogste maximumtemperatuur in °C van het jaar gemeten in De Bilt: 30,7
- 1904 - Eerste officiële tropische dag van het jaar (maximumtemperatuur ≥ 30 °C in De Bilt)
- 1923 - Hagelstenen van 5 à 6 cm doorsnee worden opgevangen in Lochem[9]
- 1928 - Eerste en enige officiële tropische dag van het jaar (maximumtemperatuur ≥ 30 °C in De Bilt)
- 1932 - In Groningen valt in 1 uur 86 mm neerslag[9]
- 1945 - Officieel hoogste minimumtemperatuur in °C van het jaar gemeten in De Bilt: 18,8
- 1945 - Laatste officiële tropische dag van het jaar (maximumtemperatuur ≥ 30 °C in De Bilt)
- 2003 - Eerste officiële tropische dag van het jaar (maximumtemperatuur ≥ 30 °C in De Bilt)

### België
Dagrecords
- 1845 - Laagste etmaalgemiddelde temperatuur 11,7 °C
- 1945 - Hoogste etmaalgemiddelde temperatuur 27,2 °C
- 1919 - Laagste minimumtemperatuur 6,2 °C
- 1945 - Hoogste maximumtemperatuur 33,7 °C
- 1962 - Hoogste etmaalsom van de neerslag 59,6 mm. Dit is de natste dag ooit in de maand juli.

Uitzonderlijke gebeurtenissen
- 1928 - Maximumtemperatuur van 34,9 °C in Oostende en 37,6 °C in Haacht.

<< · 1 · 2 · 3 · 4 · 5 · 6 · 7 · 8 · 9 · 10 · 11 · 12 · 13 · 14 · 15 · 16 · 17 · 18 · 19 · 20 · 21 · 22 · 23 · 24 · 25 · 26 · 27 · 28 · 29 · 30 · 31 · >>